# هارون بن خمارويه
أبو موسى هارون بن خمارويه بن أحمد بن طولون رابع حكام الدولة الطولونية، تولى الحكم وهو في الرابعة عشر من عمره عام 896 بعد أخيه جيش بن خمارويه

## توليه الحكم
بعدما خلع جيش بن خمارويه، تولى هارون الحكم، وكان في الرابعة عشر من عمره، وفي عام 284 هـ اضطرب الجيش المصري على هارون فأقاموا له بعض أمراء أبيه يدير الأمور ويصلح الأحوال، وهو أبو جعفر بن أبان فبعث إلى دمشق، وكانت قد منعت البيعة تسعة أشهر بعد أبيه واضطربت أحوالها فبعث إليهم جيشا كثيفا مع بدر الحمامي، والحسن بن أحمد الماذرائي فأصلحا أمرها، واستعملا على نيابتها طغج بن جف، ورجعا إلى الديار المصرية